# Refuge des Bouquetins
Das Refuge des Bouquetins, auch Bouquetinsbiwak, ist eine Schutzhütte der Sektion Val de Joux des Schweizer Alpen-Clubs in den Walliser Alpen im Kanton Wallis in der Schweiz.

## Lage und Betrieb
Das Biwak steht hinten im Tal von Arolla, östlich oberhalb des Arollagletschers auf 2980 m ü. M.. Sie wird von der Sektion Val de Joux des Schweizer Alpen-Clubs betrieben und ist nicht bewartet.

## Geschichte
Das 1975 erbaute achteckige Biwak aus Holz mit dem Ofen in der Mitte bietet eine Blick auf den Haut Glacier d’Arolla und die umliegenden Gipfel Mont Collon und Bouquetins. Sie ist Übernachtungsort für Besteigungen, die Querung über die Gletscher ins italienische Valpelline und zur Haute Route zwischen Zermatt und Chamonix.

## Zustiege
- Von Arolla über den Haut Glacier d’Arolla (Normalroute) in 4 ½  Stunden, Aufstieg 1150 Höhenmeter, Schwierigkeitsgrad T4.
- Im Winter mit den Ski: Von Arolla in 3 Stunden, Schwierigkeitsgrad L.